# Bruno Vanobbergen

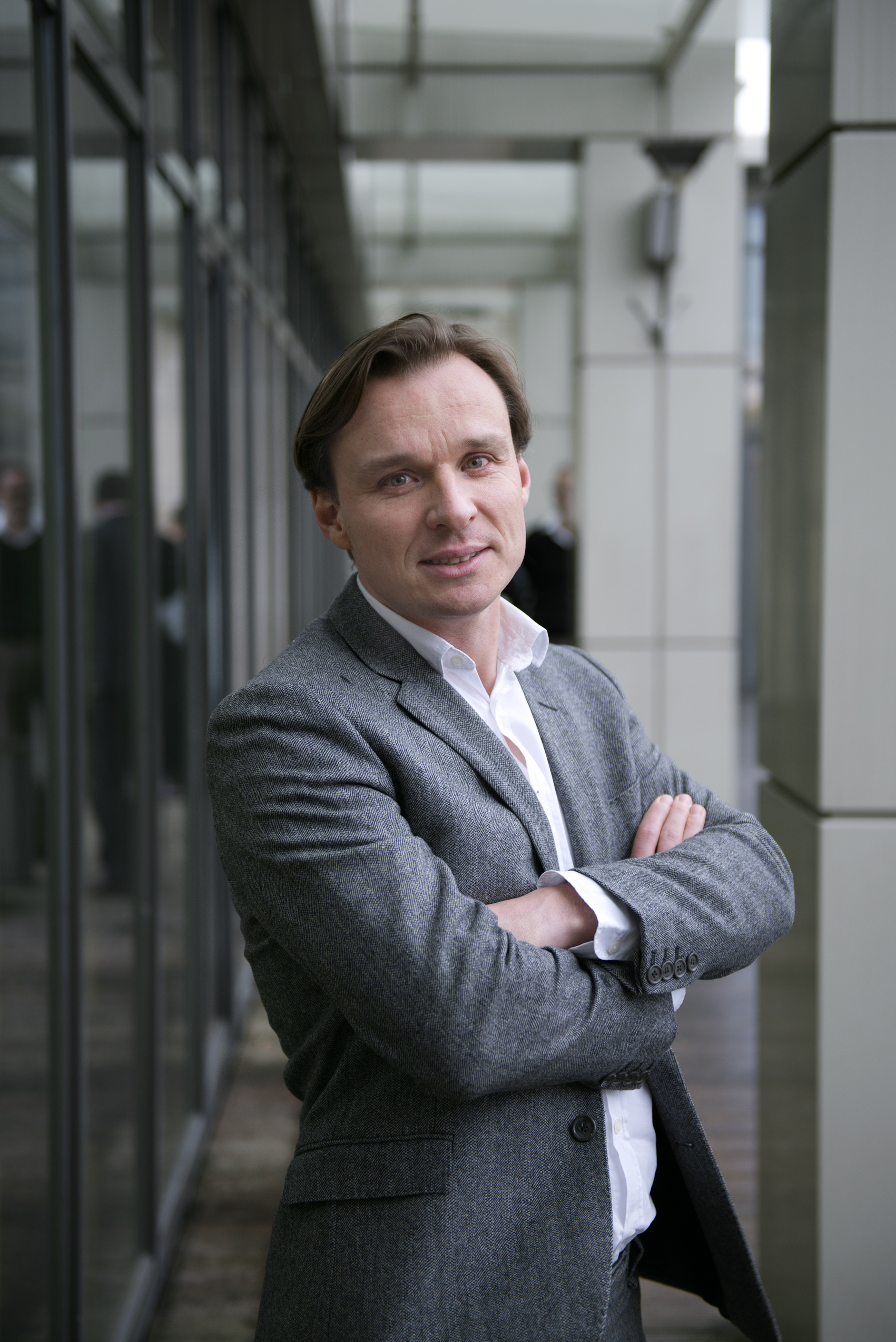
Bruno Vanobbergen, Vlaamse kinderrechtencommissaris van 2 juni 2009 tot 28 februari 2019

Bruno Vanobbergen (1972) is een Belgisch pedagoog, was administrateur-generaal van het agentschap Opgroeien en voormalig Vlaamse kinderrechtencommissaris. Vanaf augustus 2024 is hij directeur-generaal van Katholiek Onderwijs Vlaanderen.

## Pedagogiek
In 2003 behaalde Vanobbergen het diploma van doctor in de pedagogische wetenschappen met het proefschrift Geen Kinderspel. Een pedagogische analyse van de vertogen over de commercialisering van de leefwereld van kinderen. Momenteel is hij gastprofessor aan de vakgroep sociaal werk en sociale pedagogiek van de Universiteit Gent. In de periode 2006-2007 was hij docent interculturele pedagogiek aan de Rijksuniversiteit Groningen.
Op 2 juni 2009 werd Vanobbergen door het Vlaams Parlement benoemd tot kinderrechtencommissaris. Hij volgde Ankie Vandekerckhove op, die elf jaar in functie was geweest. Het Kinderrechtencommissariaat werd opgericht door het Vlaams Parlement, bij decreet in 1997. Bedoeling was het publiek vertrouwd te maken met het internationaal verdrag van de kinderrechten en het toezicht op de naleving hiervan.
In maart 2019 werd Vanobbergen algemeen directeur van het Vlaams Agentschap Opgroeien, dat kort ervoor ontstond als fusie van Kind en Gezin en Agentschap Jongerenwelzijn. Vanobbergen werd er hoofd van de afdeling Jongerenwelzijn. Als kinderrechtencommissaris werd hij opgevolgd door Caroline Vrijens. In november 2022 werd hij waarnemend administrateur-generaal van het agentschap, nadat Katrien Verhegge het agentschap verliet. In september 2023 werd hij effectief benoemd in deze functie. Vanaf augustus 2024 ging hij aan de slag als directeur-generaal van Katholiek Onderwijs Vlaanderen.
Begin 2019 kreeg hij een eredoctoraat aan de UHasselt. Op 1 maart 2019 ontving hij de award Move tegen Pesten.

## Boeken
- Mag ik dit Vertellen, met Lieselot De Wilde (2012, Acco)
- Het kind van onze Dromen (2014, Lannoo)
- Het kind (g)een handleiding (2021, Borgerhoff & Lamberigts)